# Axylia unimacula
Axylia unimacula là một loài bướm đêm trong họ Noctuidae.